# 印亞新聞社
印亞新聞社（英語：Indo-Asian News Service，縮寫：IANS），是一家成立於1986年的印度私營媒體公司。該公司由印裔美國出版商戈帕爾·拉朱創辦，最初名為「印度海外新聞社」，後來更名為其他名稱。該通訊社的主要辦事處位於印度北方邦諾伊達。他們通過互聯網向訂戶提供關於印度的新聞、觀點和分析報導，涵蓋廣泛的主題。
雖然印亞新聞社主要以其英語和印地語通訊社而聞名，但它同時擁有一個出版部門，專門為媒體行業的其他客戶製作報紙和期刊。此外，印亞新聞社還運營移動新聞服務，為用戶提供即時的新聞和資訊。